# Meta Renner
Meta Eva Renner (6. November 1863 in Neumarkt in Schlesien – nach 1902) war eine deutsche Opernsängerin (Sopran).

## Leben
Renner, die Tochter eine Kaufmanns, begann ihre Laufbahn als Soubrette und ging später in das Fach der Koloratursängerin über. Ihr erstes Engagement fand sie von 1887 bis 1888 in Ulm, kam dann nach Elberfeld (1888–1890), Stettin, Magdeburg, Schwerin (1893–1894), erneut Stettin (1894–1895) und Düsseldorf (1895–1899). Von 1899 bis 1902 war sie dann am Hoftheater Darmstadt. 1902 zog sie nach Breslau um.
Man lobte diese musikalisch gut geschulte Koloratursängerin mit lebhaft mimischen Temperament sowohl in ihren gesanglichen als wie auch in darstellerischen Leistungen. Zu ihren beliebten Hauptrollen zählen: „Konstanze“ (Entführung), „Elvira“ (Don Juan), „Rosine“ (Barbier), „Anna“ (Weiße Dame), „Frau Fluth“ etc.